# ساموئل ادوارد کونکین سوم
ساموئل ادوارد کونکین سوم (به انگلیسی: Samuel Edward Konkin III) (زاده ۸ ژوئیه ۱۹۴۷ – درگذشته ۲۳ فوریه ۲۰۰۴)، همچنین با نام SEK3، فیلسوف اختیار گرا آمریکایی و اقتصاددان مکتب اتریشی بود. او به عنوان نویسنده نشریه مانیفست جدید آزادیخواهانه، طرفدار فلسفه سیاسی بود که او آن را آگوریسم نامید.

## عقاید سیاسی
کنکین آزادی‌خواهی رادیکال را در نظر داشت. او بنیانگذار مؤسسه آگوریست بود. کنکین رأی‌گیری را رد می‌کرد و معتقد بود که با اخلاق آزادیخواهانه سازگار نیست. او همچنین از هم‌پهلویی با حزب لیبرتارین اجتناب کرد، حزبی که او آن را یک همدستی دولت‌گرایانه علیه آزادی‌خواهی می‌دانست. او از مخالفان رابرت نوزیک فیلسوف بانفوذ مینارشیست بود و از فداییان نوزیک به عنوان «نوزیس» یاد می‌کرد. کنکین استراتژی خود را برای دستیابی به یک جامعه آزادی‌خواه در مانیفست مشهور خود ارائه می‌دهد. از آنجایی که او رای دادن و سایر ابزارهایی را که مردم معمولاً برای تغییر اجتماعی تلاش می‌کنند را رد می‌کرد، مردم را تشویق کرد تا با اختصاص دادن فعالیت‌های اقتصادی خود به بازار سیاه و منابع بازار خاکستری، که مالیات یا مقرراتی برای آنها وجود ندارد، رضایت خود را از دولت سلب کنند

## زندگی شخصی
کنکین در ادمونتون آلبرتا در خانواده ساموئل ادوارد کونکین دوم و هلن کنکین متولد شد. او یک برادر به نام آلن داشت. او در سال ۱۹۹۰ با شیلا وایمر ازدواج کرد و صاحب یک پسر به نام ساموئل ایوانز-کانکین شد. ازدواج به زودی پس از آن پایان یافت. اگرچه کونکین یک آتئیست بود، اما همیشه طرفدار سی.اس. لوئیس و جی آر آر تالکین بود. کونکین همچنین به دلیل سبک لباس پوشیدنش قابل توجه بود: «برای نشان دادن عقاید آنارشیستی خود، لباس کاملاً سیاه می‌پوشید، رنگی که از اواخر قرن نوزدهم با آن جنبش مرتبط است». در۲۳ فوریه ۲۰۰۴، کنکین به مرگ طبیعی در آپارتمان خود در غرب لس آنجلس، کالیفرنیا درگذشت. او در کنار پدرش در ادمونتون آلبرتا به خاک سپرده شد